# Ramona Portwich
Ramona Portwich, née le 5 janvier 1967 à Rostock, est une kayakiste allemande, ayant aussi porté les couleurs de l'Allemagne de l'Est, triple championne olympique et treize fois championne du monde de sa discipline.

## Palmarès

### Jeux olympiques
- Jeux olympiques de 1988 à Séoul (Corée du Sud) :
  -  Médaille d'or en K-4 500 m.

- Jeux olympiques de 1992 à Barcelone (Espagne) :
  -  Médaille d'or en K-2 500 m.
  -  Médaille d'argent en K-4 500 m.

- Jeux olympiques de 1996 à Atlanta (États-Unis) :
  -  Médaille d'or en K-4 500 m.
  -  Médaille d'argent en K-2 500 m.

### Championnats du monde
- Championnats du monde de course en ligne (canoë-kayak) 1987 à Duisbourg (Allemagne) :
  -  Médaille d'or en K-4 500 m.

- Championnats du monde de course en ligne (canoë-kayak) 1989 à Plovdiv (Bulgarie) :
  -  Médaille d'or en K-2 5000 m.

- Championnats du monde de course en ligne (canoë-kayak) 1990 à Poznań (Pologne) :
  -  Médaille d'or en K-2 500 m.
  -  Médaille d'or en K-2 5000 m.
  -  Médaille d'or en K-4 500 m.

- Championnats du monde de course en ligne (canoë-kayak) 1991 à Paris (France) :
  -  Médaille d'or en K-2 500 m.
  -  Médaille d'or en K-2 5000 m.
  -  Médaille d'or en K-4 500 m.

- Championnats du monde de course en ligne (canoë-kayak) 1993 à Copenhague (Danemark) :
  -  Médaille d'or en K-2 5000 m.
  -  Médaille d'or en K-4 500 m.
  -  Médaille de bronze en K-2 500 m.

- Championnats du monde de course en ligne (canoë-kayak) 1994 à Mexico (Mexique) :
  -  Médaille d'or en K-4 500 m.
  -  Médaille d'argent en K-4 200 m.

- Championnats du monde de course en ligne (canoë-kayak) 1995 à Duisbourg (Allemagne) :
  -  Médaille d'or en K-2 500 m.
  -  Médaille d'or en K-4 500 m.
  -  Médaille d'argent en K-4 200 m.